# Alfred Fögen
Alfred Fögen (* 20. März 1936 in Trier) ist ein ehemaliger deutscher Kommunalpolitiker. Von 1982 bis 1999 war er Oberbürgermeister der Großen Kreisstadt Ditzingen.

## Leben
Fögen legte im Frühjahr 1958 die Prüfung für den gehobenen Verwaltungsdienst ab und war von April 1958 bis Februar 1962 Regierungsinspektor beim Oberschulamt Nordwürttemberg. Bei der Bürgermeisterwahl von 1961 wurde er im Alter von nur 25 Jahren als Nachfolger von Emil Koch zum Bürgermeister der Gemeinde Hirschlanden gewählt (Dienstantritt am 19. Februar 1962) und am 7. Dezember 1969 auf zwölf Jahre wiedergewählt. Wegen der Auflösung der Gemeinde im Zuge der kommunalen Neuordnung Baden-Württembergs blieb nur bis 1975
im Amt. Hirschlanden wuchs in dieser Zeit vom ländlich geprägten 1200-Seelen-Dorf zu einer Großgemeinde mit über 5000 Einwohnern. Wichtige Projekte waren der Bau des Schulzentrums (jetzt Theodor-Heuglin-Schule) gemeinsam mit der Nachbargemeinde Schöckingen (1966), die Ortskernsanierung, die Industrieansiedlung im Gewerbegebiet „Lange Äcker“ und nicht zuletzt die Ausweisung von Neubaugebieten. So entstanden während seiner Amtszeit auch die Hochhäuser des Baugebiets „Leiter II und Bergstraße“, die noch heute die Silhouette der Gemeinde prägen. Mit der Vereinigung Hirschlandens mit der Stadt Ditzingen 1975 schied Fögen aus dem Amt aus. Bei der Kandidatur als Oberbürgermeister der Stadt Ditzingen unterlag er mit 47,80 Prozent der Stimmen nur knapp dem späteren Amtsinhaber Alois Lang (51,43 Prozent). Er betätigte sich seither in der Immobilienbranche. Am 22. Juni 1980 wurde er in den Ditzinger Gemeinderat und in den Ortschaftsrat der früheren Gemeinde Hirschlanden gewählt. Von 1981 bis 1983 war er 1. Vorsitzender der Sportvereinigung (SVGG) Hirschlanden-Schöckingen.
Als Lang 1980 infolge einer Immobilienaffäre aus dem Amt entlassen wurde, bewarb sich Fögen erneut um das Amt des Oberbürgermeisters. Im ersten Wahlgang erreichte er 16,8 Prozent, im zweiten 18,9 Prozent der Stimmen und kam damit hinter dem SPD-Kandidaten Volker Baehr und dem CDU-Ortsverbandsvorsitzenden Günther Oettinger auf den dritten Platz. Wegen der Kandidatur Oettingers war Fögen zuvor aus der CDU ausgetreten. Als nach dem Freitod Baehrs im Dezember 1981 eine Neuwahl notwendig wurde, kandidierte Fögen erneut und wurde gegen seinen früheren Parteifreund Günther Oettinger zum Oberbürgermeister der Großen Kreisstadt Ditzingen gewählt. Bei der Oberbürgermeisterwahl von 1999 stellte er sich nicht mehr zur Wahl. Am 15. Juli 1999 wurde er aus seinem Amt verabschiedet. Nachfolger wurde Michael Makurath.
In Alfred Fögens Ditzinger Amtszeit fielen unter anderem der Bau des Neuen Rathauses (1989) und die Neugestaltung der Ortsmitte mit dem Platz Laien als Zentrum.

## Ehrungen
- 1996: Verdienstkreuz am Bande der Bundesrepublik Deutschland (in Würdigung seiner Verdienste um das Allgemeinwohl)
- 1996: Ehrenbürger der Stadt Gyula (für seine Verdienste um die Städtepartnerschaft mit Ditzingen)[5]
- 1999: Goldene Ehrennadel des baden-württembergischen Gemeindetags (für 30 Jahre Dienstzeit als Bürgermeister)[6]
- 1999: Ehrenbürger der Stadt Ditzingen (anlässlich seiner Verabschiedung aus dem Amt des Oberbürgermeisters)
- 2011: Benennung der Alfred-Fögen-Halle (anlässlich seines 75. Geburtstages)